# Denis Smith (hockey sur glace)
Ne doit pas être confondu avec Dennis Smith.
Pour les articles homonymes, voir Denis Smith et Smith.
Denis Smith, dit D. J. Smith, (né le 13 mai 1977 à Windsor dans la province de l'Ontario au Canada) est un joueur professionnel canadien de hockey sur glace devenu entraîneur. Il évoluait au poste de défenseur.
De 2019 à décembre 2023, il est l'entraîneur-chef des Sénateurs d'Ottawa.
Le 6 février 2024, les Kings de Los Angeles annoncent l'embauche de Smith en adjoint à Jim Hiller.

## Biographie

### Carrière de joueur
Il est repêché par les Islanders de New York au 41e rang lors du deuxième tour du repêchage d'entrée de 1995 dans la Ligue nationale de hockey alors qu'il joue pour les Spitfires de Windsor dans la Ligue de hockey de l'Ontario. Alors qu'il évolue toujours au niveau junior, ses droits sont échangés aux Maple Leafs de Toronto en mars 1996. 
Après avoir terminé sa troisième saison avec les Spitfires, il fait ses débuts dans la LNH avec les Maple Leafs vers la fin de la saison 1996-1997. Les saisons suivantes, il joue dans la Ligue américaine de hockey pour les Maple Leafs de Saint-Jean, qui sont affiliés à Toronto, et ne revient jouer dans la LNH qu'en 1999-2000, lorsqu'il joue trois matchs.
Il est échangé le 1er mars 2002 aux Predators de Nashville mais la même journée, il passe à l'Avalanche du Colorado. Il dispute 34 parties pour un but avec l'Avalanche en 2002-2003, saison limitée par une commotion cérébrale. Il joue la saison suivante avec l'équipe affiliée à l'Avalanche, les Bears de Hershey, mais manque la majorité de la saison à cause d'une blessure à un genou et ne rejoue plus ensuite.

### Carrière d'entraîneur

#### LHO
En 2004, il est nommé entraîneur adjoint de son équipe junior, les Spitfires de Windsor. En 2012, il quitte les Spitfires pour un poste d'entraîneur-chef chez les Generals d'Oshawa. En 2014-2015, il mène les Generals à la Coupe J.-Ross-Robertson, remis au champion de la LHO, et à la Coupe Memorial.

#### LNH
Le 16 juin 2015, il est nommé entraîneur-adjoint à Michael Babcock par les Maple Leafs de Toronto. Il est en poste jusqu'en 2019 avant de passer aux Sénateurs d'Ottawa.
Le 22 mai 2019, le DG des Sénateurs, Pierre Dorion, le nomme entraîneur-chef de l'équipe. À sa cinquième saison d'être à la barre des Sénateurs, l'équipe a un bilan décevant de 11 victoires et 15 défaites. Il est congédié le 18 décembre 2023.
Le 6 février 2024, il est embauché par les Kings de Los Angeles au poste d'entraîneur adjoint pour remplacer Jim Hiller, promu le 2 février entraîneur-chef par intérim.

## Statistiques

### Joueur
| Saison     | Équipe                    | Ligue      |    | Saison régulière | Saison régulière | Saison régulière | Saison régulière | Saison régulière |   | Séries éliminatoires | Séries éliminatoires | Séries éliminatoires | Séries éliminatoires | Séries éliminatoires |
| Saison     | Équipe                    | Ligue      | PJ | B                | A                | Pts              | Pun              | PJ               | B | A                    | Pts                  | Pun                  |                      |                      |
| 1994-1995  | Spitfires de Windsor      | LHO        | 61 | 4                | 13               | 17               | 201              | 10               | 1 | 3                    | 4                    | 41                   |                      |                      |
| 1995-1996  | Spitfires de Windsor      | LHO        | 64 | 14               | 45               | 59               | 260              | 7                | 1 | 7                    | 8                    | 23                   |                      |                      |
| 1996-1997  | Spitfires de Windsor      | LHO        | 63 | 15               | 52               | 67               | 190              | 5                | 1 | 7                    | 8                    | 11                   |                      |                      |
| 1996-1997  | Maple Leafs de Toronto    | LNH        | 8  | 0                | 1                | 1                | 7                | -                | - | -                    | -                    | -                    |                      |                      |
| 1996-1997  | Maple Leafs de Saint-Jean | LAH        | -  | -                | -                | -                | -                | 1                | 0 | 0                    | 0                    | 0                    |                      |                      |
| 1997-1998  | Maple Leafs de Saint-Jean | LAH        | 65 | 4                | 11               | 15               | 237              | 4                | 0 | 0                    | 0                    | 4                    |                      |                      |
| 1998-1999  | Maple Leafs de Saint-Jean | LAH        | 79 | 7                | 28               | 35               | 216              | 5                | 0 | 1                    | 1                    | 0                    |                      |                      |
| 1999-2000  | Maple Leafs de Saint-Jean | LAH        | 74 | 6                | 22               | 28               | 197              | -                | - | -                    | -                    | -                    |                      |                      |
| 1999-2000  | Maple Leafs de Toronto    | LNH        | 3  | 0                | 0                | 0                | 5                | -                | - | -                    | -                    | -                    |                      |                      |
| 2000-2001  | Maple Leafs de Saint-Jean | LAH        | 59 | 7                | 12               | 19               | 106              | 4                | 0 | 0                    | 0                    | 11                   |                      |                      |
| 2001-2002  | Maple Leafs de Saint-Jean | LAH        | 59 | 6                | 10               | 16               | 152              | -                | - | -                    | -                    | -                    |                      |                      |
| 2001-2002  | Bears de Hershey          | LAH        | 14 | 0                | 3                | 3                | 33               | 8                | 1 | 0                    | 1                    | 33                   |                      |                      |
| 2002-2003  | Avalanche du Colorado     | LNH        | 34 | 1                | 0                | 1                | 55               | -                | - | -                    | -                    | -                    |                      |                      |
| 2002-2003  | Bears de Hershey          | LAH        | 2  | 0                | 0                | 0                | 4                | -                | - | -                    | -                    | -                    |                      |                      |
| 2003-2004  | Bears de Hershey          | LAH        | 35 | 7                | 7                | 14               | 71               | -                | - | -                    | -                    | -                    |                      |                      |
| Totaux LNH | Totaux LNH                | Totaux LNH | 45 | 1                | 1                | 2                | 67               | -                | - | -                    | -                    | -                    |                      |                      |

### Entraîneur
| Saison    | Équipe             | Ligue |    | PJ | V  | D  | Pr   | % V                |  | Séries éliminatoires |
| 2012-2013 | Generals d'Oshawa  | LHO   | 68 | 42 | 22 | 4  | 64,7 | Éliminé au 2e tour |  |                      |
| 2013-2014 | Generals d'Oshawa  | LHO   | 68 | 42 | 20 | 6  | 66,2 | Éliminé au 3e tour |  |                      |
| 2014-2015 | Generals d'Oshawa  | LHO   | 68 | 41 | 11 | 6  | 79,4 | Champions          |  |                      |
| 2019-2020 | Sénateurs d'Ottawa | LNH   | 70 | 25 | 33 | 12 | 44,3 | Non qualifiés      |  |                      |
| 2020-2021 | Sénateurs d'Ottawa | LNH   | 56 | 23 | 28 | 5  | 45,5 | Non qualifiés      |  |                      |
| 2021-2022 | Sénateurs d'Ottawa | LNH   | 82 | 33 | 42 | 7  | 44,5 | Non qualifiés      |  |                      |
| 2022-2023 | Sénateurs d'Ottawa | LNH   | 82 | 39 | 35 | 8  | 52,4 | Non qualifiés      |  |                      |

## Trophées et honneurs personnels
- En tant que joueur :
  - 1996-1997 : nommé dans la deuxième équipe d'étoiles de la LHO.
- En tant qu'entraîneur :
  - 2013-2014 : remporte le trophée Matt-Leyden du meilleur entraîneur de la LHO.
  - 2014-2015 :
    - champion de la Coupe J.-Ross-Robertson avec les Generals d'Oshawa.
    - champion de la Coupe Memorial avec les Generals d'Oshawa.